# Stjepan Mohorovičić
Stjepan Mohorovičić (Bakar, Croàcia, 20 d'agost de 1890 - Zagreb, 13 de febrer de 1980) va ser un físic i geofísic croat, fill del geofísic de fama mundial Andrija Mohorovičić.
Va estudiar matemàtiques i física a la Universitat de Zagreb, on tingué de professors, entre d'altres, a Vinko Dvořák i Andrija Mohorovičić, i posteriorment va estudiar a Göttingen, on alguns dels seus professors van ser Arnold Sommerfeld, Woldemar Voigt i David Hilbert. Un temps després, es va doctorar a Zagreb. A causa de la seua llarga oposició i les seues crítiques a la teoria de la relativitat d'Einstein, va continuar essent professor de secundària tota la seua vida, i la seua obra va ser ignorada, sobretot a Croàcia.
Els seus interessos científics incloïen la sismologia, la meteorologia, l'astrofísica i la física teòrica. Va començar la seua carrera en sismologia amb son pare. El 1913 va desenvolupar un nou mètode per a localitzar l'hipocentre d'un terratrèmol i va fer una verificació independent de la teoria de la discontinuïtat proposada per son pare. El 1916 va publicar la idea de l'existència de discontinuïtats menors en l'escorça i el mantell de la Terra. Va presentar també la seua pròpia teoria sobre la composició i la formació de la Lluna, la formació explosiva de cràters lunars, i va predir l'existència de la capa Moho a la Lluna. L'existència de la capa Moho a la Lluna es va confirmar el 1969 mitjançant mesures sísmiques realitzades per la tripulació de l'Apollo 11.
Mohorovičić és sovint anomenat «el pare del positroni», perquè la seua obra més significativa és la predicció de la seua existència, en un article publicat el 1934 en la revista científica alemanya Astronomische Nachrichten, on el va anomenar «electrum». El positroni és l'estat lligat d'un electró i un positró i, per tant, l'àtom més lleuger. Va ser descobert experimentalment el 1951 per Martin Deutsch i des de llavors es coneix com a «positroni». Mohorovičić en el seu article també va calcular espectres de positroni i va predir l'existència de positroni en estrelles, per la qual cosa va suggerir la identificació de possibles línies espectrals de positroni en espectres estelars; va cercar espectres de positroni al cel, però sense èxit. Les línies de positroni van ser identificades per primera vegada en laboratori el 1975 per K. F. Canter, A. P. Mills i S. Berko, i a l'espai exterior en espectres de la Nebulosa del Cranc el 1984 per Jeffrey E. McClintock.

## Publicacions
- «Die reduzierte Laufzeitkurve und die Abhängigkeit der Herdtiefe eines Bebens von der Entfernung des Inflexionspunktes der primären Laufzeitkurve: I. Mitteilung: Die Ausbreitung der Erdbebenstrahlen in den obersten Schniten der Erde». Gerlands Beiträge zur Geophysik, 13 (1914), p. 217-240.
- «Die reduzierte Laufzeitkurve und die Abhängigkeit der Herdtiefe eines Bebens von der Entfernung des Inflexionspunktes der primären Laufzeitkurve: II. Mitteilung: Die Ausbreitung der Erdbebenstrahlen in den tiefen Schichten der Erde». Gerlands Beiträge zur Geophysik, 14 (3), 1916, p. 187-189.
- «Über die Konstitution des Erd- und Mondinnern». Astronomische Nachrichten, 220 (15), 1923, p. 245-250.
- «Über Nahbeben und über Konstitution des Erd-und Mondinnern». Gerlands Beiträge zur Geophysik, 17, 1927, p. 180-231.
- «Experimentalle Untersuchungen über die entstehung der Mondkrater: eineuer Beitrag zur. Explosionshypothes». Archiv za Hemiju i Farmaciju, Zagreb, 2, 1928, p. 66-76.
- «Möglichkeit neuer Elemente und ihre Bedeutung für die Astrophysik». Astronomische Nachrichten, 253 (4), 1934, p. 93-108.